# Vésigneul-sur-Marne

Vésigneul-sur-Marne este o comună în departamentul Marne, Franța. În 2009 avea o populație de 273 de locuitori.